# Tashi Namgyal (Sikkim)
Tashi Namgyal (Tibet, 26 oktober 1893 - 2 december 1963) was de elfde Chögyal (koning) van Sikkim. Hij volgde zijn oudere halfbroer Sidkeong Tulku Namgyal op in 1914 toen die overleed en werd zelf in 1963 opgevolgd door zijn zoon Pälden Döndrub Namgyal. Hij was de zoon van Thutob Namgyal.
Hij werd gekroond door de dertiende dalai lama en was een groot voorstander van nauwere contacten met Tibet en India.
In oktober 1918 trouwde hij met Kunzang Dechen. Ze kregen drie zoons en drie dochters. Zijn broer Taring Radja speelde een politieke rol in Taring bij Gyantse in Tibet.

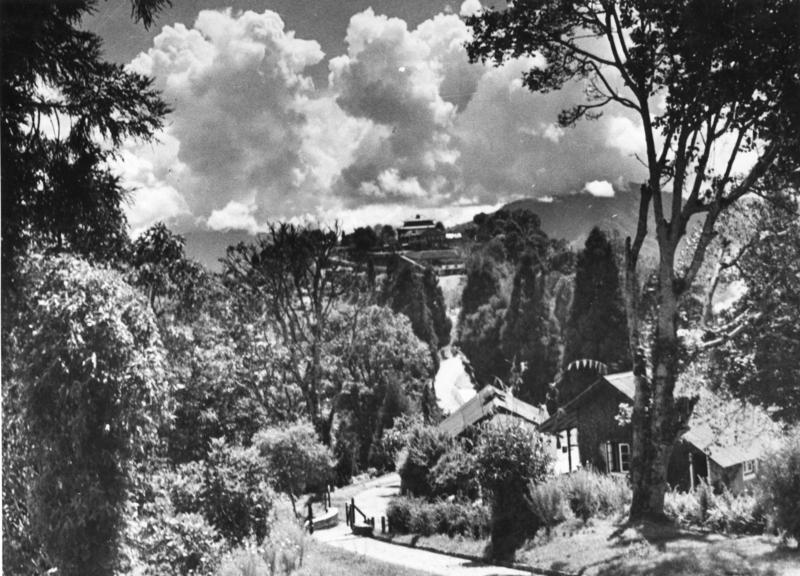
Zicht vanuit het paleis van de Maharadja in Gangtok, 1938

## Erkenning
Hij ontving de Delhi Durbarmedaille in 1911 en werd in 1918 geëerd als lid van de Orde van het Indische Keizerrijk en als Ridder Commandeur in de Orde van de Ster van Indië. Verder ontving hij in 1935 de Zilveren Herinneringsmedaille. In 1937 ontving hij de Kroonmedaille (Herinneringsmedaille ter gelegenheid van de kroning van Hunne Majesteiten Koning George VI en Koningin Elizabeth van Groot-Brittannië).
Andere titels waren:
- 1893-1914: Prins Tashi Namgyal
- 1914-1918: Zijne Hoogheid Sri Panch Maharadja Tashi Namgyal, Maharadja Chögyal van Sikkim